# دون بينيت (لاعب كرة قدم)
دون بينيت (بالإنجليزية: Don Bennett)‏ هو لاعب كرة قدم بريطاني، ولد في 18 ديسمبر 1933، وتوفي في 12 يونيو 2014. لعب مع نادي أرسنال.

## وصلات خارجية
- دون بينيت على موقع إي آس بي آن كريك إنفو (الإنجليزية)